# Међурјечје (Чајниче)
Међурјечје је насељено мјесто у општини Чајниче, Република Српска, БиХ. Према попису становништва из 2013, у насељу је живјело 87 становника.

## Становништво 1991.
Према попису становништва из 1991. године, мјесто је имало 313 становника.